# Чо Гу Хам
Чо Гу Хам (кор. 조구함; род. 30 июля 1992) — корейский дзюдоист, чемпион мира 2018 года в весовой категории до 100 кг и бронзовый призёр в командных соревнованиях. 

## Биография
Он участвовал в Олимпийских играх 2016 года в Рио-де-Жанейро в весовой категории до 100 кг. В третьем раунде он уступил украинскому дзюдоисту Артему Блошенко.
На чемпионате мира 2018 года в Баку, в весовой категории до 100 кг, одержал победу во всех своих поединках и завоевал золотую медаль на мировых чемпионатах. Кроме того, в смешанных командных соревнованиях в составе команды Южной Кореи завоевал бронзовую медаль.